# Urszula Małolepsza
Urszula Małolepsza (ur. 22 stycznia 1954 w Poznaniu, zm. 21 października 2008) – poznański społecznik, działacz związkowy i samorządowiec.
Absolwentka Wydziału Planowania i Zarządzania Akademii Ekonomicznej w Poznaniu. Działała w „Solidarności” od czasu jej powstania w 1980 r. Działalności związkowej nie zaprzestała po przemianach ustrojowych w 1989 r., była m.in. Wiceprzewodniczącą Komisji Zakładowej w Centrum Informatyki Energetyki, członkiem Zarządu Regionu i delegatką na Walny Zjazd Delegatów. Pełniła funkcję przewodniczącą  Komisji Zdrowia, Ekologii i Pomocy Społecznej w Sekcji Regionalnej Kobiet NSZZ „Solidarność”. 
Działalność społeczną realizowała głównie na płaszczyźnie parafialnej oraz pracy w Radzie Osiedla Jeżyce - w samorządzie pomocniczym Rady Miasta Poznania. Była radną I, II, III i IV kadencji Rady Osiedla Jeżyce każdorazowo zdobywając bardzo duże poparcie. Przez 5 lat pełniła funkcję wiceprzewodniczącej rady. Przez wiele lat była redaktorem naczelnym miesięcznika rady osiedla "Nasze Jeżyce".
Zmarła po ciężkiej chorobie w dniu swoich imienin - 21 października 2008 r. Pochowana na alei zasłużonych cmentarza Jeżyckiego przy ul. Nowina w Poznaniu.